# Leland Orser
Leland Orser (San Francisco, 6 agosto 1960) è un attore statunitense.

## Biografia
Attore caratterista, è specializzato in ruoli di psicopatici e disturbati mentali. Ha lavorato in molti film e telefilm, prendendo parte a serie tv come Cuori senza età, La signora del West, X-Files, Sposati... con figli, NYPD Blue, Oltre i limiti e Jarod il camaleonte. Dal 2004 al 2007 ha interpretato il Dr. Lucien Dubenko in E.R. - Medici in prima linea. Ha recitato in molti film, tra i quali Seven, Piranha - La morte viene dall'acqua, Independence Day, Fuga da Los Angeles, Alien - La clonazione, Salvate il soldato Ryan, Il collezionista di ossa, Pearl Harbor, Confidence - La truffa perfetta, Daredevil, Resurrection e Intrigo a Berlino.
Sposato dal 1987 al 1989 con l'attrice Roma Downey, sul set di Cose molto cattive di Peter Berg ha conosciuto l'attrice Jeanne Tripplehorn, che diventerà sua moglie nel 2000. I due hanno un figlio, August, nato nel 2002.

## Filmografia parziale

### Cinema
- Cover Story (1993)
- Seven (Se7en), regia di David Fincher (1995)
- Baby Face Nelson (1995)
- Dead Badge (1995)
- Phoenix (1995)
- Girl in the Cadillac, regia di Lucas Platt (1995)
- Independence Day, regia di Roland Emmerich (1996)
- Fuga da Los Angeles (Escape from L.A.), regia di John Carpenter (1996)
- Invader, regia di Mark H. Baker (1996)
- Red Ribbon Blues, regia di Charles Winkler (1996)
- Alien - La clonazione (Alien Resurrection), regia di Jean-Pierre Jeunet (1997)
- Una ragazza sfrenata (Excess Baggage), regia di Marco Brambilla (1997)
- Salvate il soldato Ryan (Saving Private Ryan), regia di Steven Spielberg (1998)
- Cose molto cattive (Very Bad Things), regia di Peter Berg (1998)
- Resurrection, regia di Russell Mulcahy (1999)
- Il collezionista di ossa (The Bone Collector), regia di Phillip Noyce (1999)
- Rebel Yell (2000)
- Pearl Harbor, regia di Michael Bay (2001)
- Confidence - La truffa perfetta (Confidence), regia di James Foley (2003)
- Daredevil, regia di Mark Steven Johnson (2003)
- La giuria (Runaway Jury), regia di Gary Fleder (2003)
- La tela dell'assassino (Twisted), regia di Philip Kaufman (2004)
- Intrigo a Berlino (The Good German), regia di Steven Soderbergh (2006)
- Io vi troverò (Taken), regia di Pierre Morel (2008)
- Give 'Em Hell, Malone, regia di Russell Mulcahy (2009)
- Morning, regia di Leland Orser (2010)
- Taken - La vendetta (Taken 2), regia di Olivier Megaton (2012)
- The Guest, regia di Adam Wingard (2014)
- The Gambler, regia di Rupert Wyatt (2014)
- Faults, regia di Riley Stearns (2014)
- Taken 3 - L'ora della verità (Taken 3), regia di Olivier Megaton (2015)
- The Devil's Candy, regia di Sean Byrne (2015)
- L'arte della difesa personale (The Art of Self-Defense), regia di Riley Stearns (2019)
- Amsterdam, regia di David O. Russell (2022)

### Televisione
- Cuori senza età (The Golden Girls) - serie TV, episodio 7x02 (1991)
- Cin cin (Cheers) - serie TV, episodio 11x05 (1992)
- Star Trek: Deep Space Nine - serie TV, episodi 2x10 e 3x21 (1993-1995)
- X-Files (The X-Files) - serie TV, episodio 2x09 (1994)
- Piranha - La morte viene dall'acqua (Piranha), regia di Scott P. Levy - film TV (1995)
- Ned and Stacey - serie TV, un episodio (1995)
- Murder One - serie TV, episodio 1x02 (1995)
- Sposati... con figli (Married... with Children) - serie TV, episodio 10x25 (1996)
- NYPD - New York Police Department (NYPD Blue) - serie TV, 3 episodi (1997)
- Star Trek: Voyager - serie TV, episodio 4x05 (1997)
- Jarod il camaleonte (The Pretender) - serie TV, episodi 2x14, 3x12 e 4x11 (1998-2000)
- Oltre i limiti (The Outer Limits) - serie TV, episodio 5x14 (1999)
- CSI - Scena del crimine (CSI: Crime Scene Investigation) - serie TV, episodi 2x19 e 6x05 (2002-2005)
- Star Trek: Enterprise - serie TV, episodio 3x11 (2003)
- Law & Order - Unità vittime speciali (Law & Order: Special Victims Unit) - serie TV, episodi 5x06, 26x09 (2003, 2025)
- E.R. - Medici in prima linea (ER) - serie TV, 61 episodi (2004-2009)
- Shark - Giustizia a tutti i costi (Shark) - serie TV, episodio 1x19 (2007)
- Law & Order: Criminal Intent - serie TV, 1 episodio (2009)
- 24 - serie TV, 4 episodi (2009)
- Magic City - serie TV, 2 episodi (2012)
- A Gifted Man - serie TV, episodio 1x11 (2012)
- Scandal - serie TV, episodio 1x04 (2012)
- Touch - serie TV, episodi 2x11, 2x12 e 2x13 (2013)
- Revolution - serie TV, episodi 1x11, 1x12 e 1x18 (2013)
- Ray Donovan - serie TV, 10 episodi (2015-2016)
- Berlin Station - serie TV, 27 episodi (2016-2019)
- I Am the Night - miniserie TV, 6 puntate (2019)
- Al nuovo gusto di ciliegia (Brand New Cherry Flavor) - miniserie, 2 puntate (2021)
- American Gigolo – serie TV, 8 episodi (2022)

## Doppiatori italiani
Nelle versioni in italiano delle opere in cui ha recitato, Leland Orser è stato doppiato da:
- Pasquale Anselmo in X-Files, Law & Order - Unità vittime speciali (ep. 5x06), Amsterdam
- Antonio Sanna in Seven, Resurrection, Il collezionista di ossa
- Mino Caprio in Jarod il camaleonte, Salvate il soldato Ryan, La giuria
- Francesco Prando in E.R. - Medici in prima linea, Law & Order - Unità vittime speciali (ep. 26x09)
- Gaetano Varcasia in Io vi troverò, Taken - La vendetta
- Claudio Moneta in Law & Order - Criminal intent, Scandal
- Massimo De Ambrosis in Taken 3 - L'ora della verità, Al nuovo gusto di ciliegia
- Massimo Rossi in Daredevil, Ray Donovan
- Oreste Baldini in Fuga da Los Angeles
- Tonino Accolla in Alien - La clonazione
- Nino D'Agata in Una ragazza sfrenata
- Roberto Gammino in Cose molto cattive
- Giorgio Lopez in CSI - Scena del crimine
- Vittorio De Angelis in Pearl Harbor
- Vladimiro Conti in Confidence - La truffa perfetta
- Luca Dal Fabbro in Star Trek: Enterprise
- Carlo Scipioni in La tela dell'assassino
- Riccardo Rossi in Intrigo a Berlino
- Vittorio Guerrieri in Shark - Giustizia a tutti i costi
- Alberto Olivero in Homeland Security - A difesa della nazione
- Saverio Indrio in 24
- Luca Sandri in Berlin Station
- Fabrizio Russotto in Magic City
- Christian Iansante in NCIS: Los Angeles
- Gianni Bersanetti in American Gigolo